# Entfaltungsknistern
Das Entfaltungsknistern ist ein auskultatorisches beziehungsweise inspiratorisches Geräusch. Man hört es vor allem bei bettlägerigen Patienten. Auskultiert man die Lunge direkt nach dem Aufstehen dieser Patienten nach langer Liegezeit, hört man für einige Atemzüge oder bis zum Abhusten ein leises Knistern. Es kommt daher, dass die kollabierten oder verklebten Lungenbläschen sich wieder entfalten.
Anders als das bei Lungenentzündung typische Crepitatio-Geräusch, verschwindet das Entfaltungsknistern von selbst und hat keine gesundheitlichen Konsequenzen.